# گوردون براون (بازیکن فوتبال، زاده ۱۹۲۹)
گوردون براون (انگلیسی: Gordon Brown؛ ۲۱ مارس ۱۹۲۹ – ۱۵ اوت ۲۰۱۰) بازیکن فوتبال اهل بریتانیا بود.
از باشگاه‌هایی که در آن بازی کرده‌است می‌توان به باشگاه فوتبال ناتینگهام فارست، باشگاه فوتبال ساتون یونایتد، و باشگاه فوتبال یورک سیتی اشاره کرد.